# Péklapuszta
Péklapuszta (szerbül Косанчић / Kosančić) egy kis falu Szerbiában, a Vajdaságban, a Dél-bácskai körzetben, Verbász községben. Jelenleg önálló település, korábban Torzsa része volt.

## Népesség

### Demográfiai változások
| 1948 | 1953 | 1961 | 1971 | 1981 | 1991 | 2002 | 2011 |
| ---- | ---- | ---- | ---- | ---- | ---- | ---- | ---- |
| 236  | 216  | 239  | 188  | 174  | 175  | 163  | 101  |